# Austin Romine
Austin Allen Romine (* 22. November 1988 in Lake Forest, Kalifornien) ist ein amerikanischer Baseballspieler. Zurzeit spielt Romine für die Cincinnati Reds. Zuvor spielt er bei den New York Yankees, den Detroit Tigers und den Chicago Cubs in der Major League Baseball (MLB) als Catcher.

## Karriere

### Frühe Jahre
Romine besuchte die El Toro High School in Lake Forest, Kalifornien, wo er mit Nolan Arenado im Baseballteam der Schule spielte. Er wurde von den Yankees in der zweiten Runde des Major League Baseball Draft 2007 ausgewählt.
2009 wurde Romine zum Florida State League Player of the Year ernannt. 2010 nahm er am All-Star Futures Game teil.

### New York Yankees

#### 2011
Nachdem Romine, im Spring Training der Yankees, um den Majore League Backup Catcher Job gekämpft hatte, begann er die Saison bei den Double-A Trenton Thunder. Die Yankees beförderten Romine am 1. September zu den Triple-A Scranton/Wilkes-Barre Yankees. Nach Verletzungen von zwei Catchern, zuerst Russell Martin und dann Francisco Cervelli, beförderten ihn die Yankees am 10. September in die Major League. Im siebten Inning des Spiels gegen die Angels am 11. September gab Romine sein Debüt in der Major League. Am 12. September erzielte er seinen ersten Major League Hit gegen Dan Cortes der Mariners.

#### 2012
Romine verpasste den größten Teil der Saison 2012 aufgrund eines Bandscheibenvorfall.

#### 2013
Als Cervelli am 26. April 2013 eine gebrochene Hand erlitt, beförderten die Yankees Romine erneut in die Major League. Am 4. August schlug Romine den ersten Homerun seiner Major-League-Karriere gegen den Pitcher Dale Thayer der San Diego Padres. Am 10. September erlitt er eine Gehirnerschütterung, als er von einem Foul-Ball in der Maske getroffen wurde. Am Ende der Saison hatte er einen Batting Average von 0,207.

#### 2014
Romine verbrachte den Großteil der Saison bei Minore League Teams der Yankees, wurde jedoch mehrmals wegen Verletzungen verschiedener Spieler mehrmals zu den Yankees gerufen.

#### 2015
Auch die Saison 2015 verbrachte Romine zum Großteil in Scranton/Wilkes-Barre. Am 1. September wurde er zu den Yankees gerufen.

#### 2016
Während des Spring Training 2016 gewann Romine den Backup-Catcher-Wettbewerb über den Top-Catcher Gary Sánchez. 2016 spielte Romine als Backup-Catcher der Yankees in 62 Spielen, hatte einen Batting Average von .242 mit 4 Homeruns und 26 RBI.

#### 2017
Im Jahr 2017 begann Romine die Saison als Backup für Gary Sanchez. Nach einer Verletzung von Sanchez am 8. April wurde Romine zum Starting Catcher der Yankees, bis Sanchez Anfang Mai zurückkehrte. Am 24. August geriet Romine in einen Streit mit Miguel Cabrera. Cabrera schob Romine und löste eine Schlägerei aus, und beide Spieler wurden ausgeschlossen. Am nächsten Tag, am 25. August, wurde Romine für zwei Spiele suspendiert.

#### 2018
Romine wurde zum primären Catcher der Yankees, nachdem sich Gary Sánchez im Juni und erneut im Juli verletzt hat. Am 24. Juli wurde Romine als „Heart and Hustle“ Preisträger der Yankees bekannt gegeben.

#### 2019
Am 21. April schlug Romine seinen ersten Karriere Walk-off Hit, ein RBI Single in einem 7:6-Sieg über die Kansas City Royals.
Am 25. Juli machte Romine seinen ersten Pitching-Auftritt in der regulären Saison gegen die Boston Red Sox. Romine erlaubte drei Runs bei vier Hits.

### Detroit Tigers
Am 13. Dezember 2019 unterzeichnete Romine einen Einjahresvertrag über 4,15 Millionen Dollar mit den Detroit Tigers.
Am 24. Juli 2020 gab Romine sein Debüt bei den Tigers als Starting Catcher. Insgesamt erzielte Romine bei den Detroit Tigers 2020 in 37 Spielen einen Batting Average .238, zwei Homeruns und 17 RBIs.

### Chicago Cubs
Am 23. Januar 2021 unterschrieb Romine einen Einjahresvertrag über 1,5 Millionen Dollar bei den Chicago Cubs. Am 5. Mai 2021 wurde Romine mit einer Verstauchung des linken Handgelenks auf die 60-Tage-Verletztenliste gesetzt.
Am 12. August 2021 wurde Romine von den Chicago Cubs von der Verletztenliste gestrichen und kam als Pinch Hitter gegen die Milwaukee Brewers ins Spiel. Romine wurde am 5. Oktober 2021 ein Free Agent.

### Los Angeles Angels
Am 15. März 2022 unterzeichnete Romine einen Minor-League-Vertrag mit den Los Angeles Angels. Am 1. Juni 2022 wurde er von den Angels entlassen.

### St. Louis Cardinals
Am 17. Juni 2022 unterzeichnete Romine einen Minor-League-Vertrag mit den St. Louis Cardinals. Am den 4. Juli 2022 wurde er von den Cardinals in die Major League befördert.

### Cincinnati Reds
Am 2. August 2022 wurde Romine im Austausch gegen Geld an die Cincinnati Reds verkauft.

## Persönliches
Romines Vater, Kevin, spielte von 1985 bis 1991 in der Major League Baseball für die Boston Red Sox, sein Bruder Andrew ist ebenfalls ein ehemaliger Major-League-Spieler. Mit seiner Frau Alexzandria bekam er 2013 sein erstes Kind, einen Sohn.